# Suttenbach (Helmbrechts)
Suttenbach ist ein Gemeindeteil der Stadt Helmbrechts im Landkreis Hof (Oberfranken, Bayern). Suttenbach liegt teils in der Gemarkung Kleinschwarzenbach, teils in der Gemarkung Oberweißenbach.

## Geografie
Die Streusiedlung liegt an einem Hang, der sich südöstlich von Lehsten in Richtung des Lehstenbaches erstreckt.  Die Kreisstraße HO 34 führt zur Staatsstraße 2158 (0,6 km nordwestlich) bzw. nach Taubaldsmühle (1,1 km östlich). Eine Gemeindeverbindungsstraße nach Lehsten (0,5 km westlich).

## Geschichte
Suttenbach wurde 1820 auf dem Gemeindegebiet von Kleinschwarzenbach und Oberweißenbach angelegt. 1856 ist daraus eine Koloniesiedlung entstanden, deren Wachstum in der Folgezeit relativ langsam verlief. Früher gab es zahlreiche Weberhäuschen im Ort, mittlerweile ist es eine kleine Wohnsiedlung. Ebenso wie der Name des älteren Weilers Altsuttenbach geht der Name des Dorfes auf die Geländeform Sutte zurück, was auf eine Lache oder Pfütze hinweist. Am 1. Juli 1972 wurde Suttenbach-Kleinschwarzenbach mit Suttenbach-Oberweißenbach im Zuge der Gebietsreform in Bayern nach Helmbrechts eingemeindet zum Gemeindeteil Suttenbach vereinigt.

## Religion
Suttenbach ist evangelisch-lutherisch geprägt und ist bis heute nach St. Johannes der Täufer (Helmbrechts) gepfarrt.